# Jacques Reisel
Jacob Hirsch (Yaakov Tzvi), kortweg "Jacques"  Reisel (Amsterdam, 4 september 1915 - aldaar, 24 oktober 1976) was een internist. Hij deed tevens een flinke bijdrage aan de ontwikkeling van de wetenschap dat de psychologische achtergrond van kunst bestudeerd.

## Levensloop
Jacques Reisel werd op 4 september 1915 in Amsterdam geboren. Hij was het zesde kind van Pinchas Wolf Reisel (1881-1943), chazan van de Neie Sjoel (Nieuwe Synagoge in Amsterdam, heden het Joods Historisch Museum), en Sonie Wigdorowitz (1884-1943). Zij zouden uiteindelijk acht kinderen hebben: Barend (1908-1943), Lilly (1909-1945), Slata (1910, kort na de geboorte gestorven), Ellie (1911-1999), Max (1913-1989), Jacques zelf, Rudolf (1920-1998) en Mirjam (1925-1943).
In zijn jeugd ging Jacques naar de Hendrik Westerschool, een openbare school op het Weesperplein.
Jacques studeerde geneeskunde (specialisatie: interne geneeskunde) in Amsterdam en begon in 1939 als plaatsvervanger voor een dokter buiten Amsterdam. 

### Oorlogsjaren
Die opleiding viel na mei 1940 samen met de Duitse bezetting en Reisel kon alleen nog werken in het Nederlandsch-Israëlietisch Ziekenhuis. Daar ontmoette hij zijn toekomstige vrouw: de verpleegster Emma Muller, dochter van Dr. Maurits Muller, een bekende gynaecoloog. Zij trouwden in juli 1942.
Zijn werk vond plaats te midden van razzia’s en de persoonlijke bedreiging van de staf, wat uiteindelijk leidde tot de deportatie van alle patiënten en bijna het gehele personeel van het ziekenhuis. Reisel echter ontsnapte enkele malen aan deportatie.
Hoewel toen slechts een eenvoudige artsassistent, kwam Reisel dankzij de relaties van de familie van zijn vrouw op de Barneveldlijst. Ze werden in 1943 geïnterneerd op Kasteel De Jan van Schaffelaar in Barneveld. Later dat jaar dook hij met zijn vrouw onder bij jonge studie-/vakgenoten in Amsterdam.
Van zijn ouderlijke gezin overleefden behalve hijzelf uiteindelijk alleen zijn zus Rachel (Ellie) en zijn broers Max en Rudolf de oorlog. Beide ouders, zijn broer Barend (Benno) en zijn zussen Lina (Lilly) en Mirjam zijn omgekomen in de Holocaust.

### Na de oorlog
Na de bevrijding werd hij eerst Groens assistent, later medewerker. Samen met Groen schreef hij over preseniele paradontopathie (alveolaire atrofie) en osteoporose, over psychosomatische  mechanismen in de etiologie van essentiële hypertensie en over het serumcholesterolgehalte in het bloed in verband met atherosclerose.
Hun eerste twee kinderen, Paul en Micha, werden respectievelijk in 1946 en 1947 geboren.
In 1948 vestigde de familie zich te Willemstad op Curaçao. Daar ontplooide Jacques zich als clinicus en wist hij tegelijk de grote etnische verscheidenheid van de bevolking te gebruiken voor vergelijkend-geneeskundige waarnemingen. Op Curaçao zijn Jacqueline (1949), André (1951) en Wanda (1955) geboren.
In 1960 keerde de Reisels terug naar Amsterdam. Daar werden nog Eva (1959) en Gideon (1961) geboren.
In Amsterdam bouwde Jacques Reisel in korte tijd een uitgebreide internistische praktijk op. Hij maakte in die tijd een studie van atherosclerose waarover hij in 1968 een monografie schreef: Hypercholesterolaemia and clinical atherosclerosis en waarvan in 1978 een bijgewerkt doch Nederlandstalige versie op de markt kwam.

## Kunstpsychologie
Reisel had een brede interesse voor de kunst: Hij verzamelde Afrikaanse houtsnijkunst en luisterde (overwegend klassieke) muziek, zang en opera. Zelf boetseerde, fotografeerde en schilderde hij. Hoewel het schilderen hem niet zo goed afging, was hij zeer geïnteresseerd in vooral  impressionistisch werk.
Zijn veelzijdige aanleg bleek toen hij zijn kunstzinnigheid met zijn kennis van het jodendom in Nederland en zijn psychosomatische belangstelling combineerde en in 1966 promoveerde op het proefschrift: Isaac Israëls - Een Hollands impressionist”. Zijn promotoren waren de kunsthistoricus Hans Jaffé en de psychiater en sociaal geneeskundige Arie Querido. Het boek leverde niet alleen een belangrijke bijdrage tot de biografie van deze joods- Nederlandse kunstenaar, maar was ook een poging te verklaren waarom deze man, met zijn specifieke achtergrond en omgeving, in zijn tijd zo leefde en schilderde als hij deed.
Reisel stond met dit werk wellicht ongewild aan de voet van een kleine controverse in de kunstwereld: door de verwoording van zijn analyse van het schilderij Joodse bruiloft van Jozef Israëls, suggereerde hij dat de dochter van de schilder model stond voor de bruid in het werk. Deze "wetenschappelijke canard" leek klakkeloos door zijn promotoren overgenomen te zijn, waarmee een fabeltje de wereld in geholpen was.
Na zijn promotie heeft Reisel, veelal in samenwerking met Jaffé, nog veel andere soortgelijke studies geschreven waarin op persoonlijke wijze verband gelegd wordt tussen de medische en psychologische factoren in het leven van beeldende kunstenaars, hun scheppingen en hun ziekten.
In 1972 richtte hij met Jaffé  en H.M. Engelhard de Stichting voor Kunstpsychologie op ter bevordering van wetenschappelijke studie van de psychologische achtergronden van kunst.

## Publicaties
- (1966) Isaac Israëls - Een Hollands impressionist, proefschrift, Amsterdam, M. Hertzberger
- (1968) Hypercholesterolaemia and clinical atherosclerosis.
- (1976) Klinische atherosclerose, bijgewerkte Nederlandse versie van de publicatie uit 1968.

- International Standard Name Identifier: 0000 0003 9821 5386
- Nationale Bibliotheek van Israël: 987007380617905171
- Nederlandse Thesaurus van Auteursnamen: 072084634
- Réseau des bibliothèques de Suisse occidentale: 02-A003736180
- Virtual International Authority File: 306167523